# メタ法価値論
メタ法価値論（メタほうかちろん）は、正義論を含む法価値論の一分野。どのような行為やルールが「正しい」かを論じるのではなく、ある行為やルールの「正しさ」を判定するための規準そのものを論じる。分析的法価値論（ぶんせきてきほうかちろん）ともいう。
これに対して、ある「正しさ」の規準に照らして、どのような行為やルールが「正しい」かを論じる分野を、規範的法価値論（きはんてきほうかちろん）という。

## メタ法価値論の諸類型
一体「正しさ」を判定する客観的規準は存在しうるものなのかどうか、もし存在するのであればそれはいかなるものなのか。メタ法価値論にとどまらず、倫理学一般においては、客観的価値の存否をめぐる諸説について、以下に例示するように、さまざまな類型化がこころみられてきている。
- 客観説 / 主観説
- 認識説 / 非認識説
- 自然主義 / 直観主義 / 情緒主義
- 還元説 / 非還元説
- 一元論 / 二元論

ここでは、碧海純一による分類にしたがい、自然主義、直観主義、情緒主義という類型化をかかげておくことにしたい。

### 自然主義
まず、客観的価値は存在する、したがって、ある価値判断の真偽は、原理的に認識可能であると考える。この点で、客観説もしくは認識説と立場を同じくする。そして、それにとどまらず、価値判断に関する命題は経験的事実に関する命題に還元可能であると考える。この点で、還元説もしくは一元論と言うことができる。
古来、「善」や「正義」について語ってきた多くの思想家が、経験的事実への言及を積み重ねることで倫理的価値判断の真偽を結論づけてきた。その意味で、彼らの立場は自然主義であったと考えることができる。そのおもな例は、功利主義であり、進化主義（社会進化論もしくは社会ダーウィニズム）である。
しかし、20 世紀初頭にG. E. ムーアが「自然主義的誤謬」の問題を提起して以降、経験的事実のみから価値判断を導くことには疑問が投げかけられている。

### 直観主義
自然主義と同様に、客観的価値は存在するし、認識可能であると考える。ただ、価値判断に関する命題が経験的事実に関する命題に還元可能であるとは考えない。むしろ、客観的価値は、直観によってのみ認識可能とする。この立場には、プラトン以来の伝統があり、G. E. ムーアも直観主義の立場に立つ。
客観的価値の存否のよりどころを「自明性」に求めることから、本来は主観的な見解が客観的と称される危険を内包するなど、実際上の問題が指摘されている。